# ماريا غيل
ماريا غيل (بالإنجليزية: Mariah Gale)‏ هي ممثلة بريطانية، ولدت في 1980.

## وصلات خارجية
- ماريا غيل على موقع IMDb (الإنجليزية)
- ماريا غيل على موقع روتن توميتوز (الإنجليزية)
- ماريا غيل على موقع قاعدة بيانات الفيلم (الإنجليزية)